# フリードマンのkパーセントルール
フリードマンのkパーセントルール（英: Friedman's k-percent rule）は、マネーサプライ成長率に関するマクロ経済学の理論のひとつで、長期のインフレ率をコントロールする最も良い方法は、中央銀行が毎年あらかじめ決めた割合（k%）だけ名目貨幣供給量を非裁量的に（経済の状態に関係なく）増やしていくことだと主張するものである。1959年にマネタリストであるミルトン・フリードマン（Friedman, M. (1959)）によって提唱された。単にkパーセントルール（英: k-percent rule）とも呼ばれる。

## 概要
中央銀行が経済の景気・不景気に関係なく（非裁量的）、名目貨幣供給量の成長率を（k%に）固定化することで、その国の産出量が安定化され、インフレ率を（k%近辺に）低く保つことができる。このような政策を取るひとつの利点としては、長期インフレ率を低く保つ以外に、中央銀行がその目標を達したのかがほぼ直ちにわかるということが挙げられる。さらに、k%ルールは本来経済の状態に関係なく貨幣供給量の成長率を一定にするものだが、k%ルールを厳密に守らない国においては、金融政策の実行においてk%ルールから少し逸脱して景気安定化のための金融政策を実行する余地を持たせることができる。
フリードマンをはじめとしたマネタリストは、ケインズ経済学のような裁量的な（経済の好景気・不景気に依存してその都度変更されるような）貨幣供給は経済に攪乱要因を与えるだけであると考えており、経済の状態に関係なく一定の割合で名目貨幣供給量を増やすk%ルールを提唱した。

## 参考資料
1. ↑  Robert L. Hetzel (2012). The Great Recession: Market Failure or Policy Failure?. Cambridge University Press. p. 158
2. ↑  Investpedia "K-Percent Rule" 2015年6月14日閲覧。
3. ↑  George W. Evansn and Seppo Honkapohjann. (2003). “FRIEDMAN’S MONEY SUPPLY RULE VS. OPTIMAL INTEREST RATE POLICY”. Scottish Journal of Political Economy 50 (5):  551.
4. ↑  Michael D. Bordo, Athanasios Orphanides. (2013). The Great Inflation: The Rebirth of Modern Central Banking. University of Chicago Press. p. 372
5. 1 2  Eliana Cardoso, Ahmed Galal. (2006). Monetary Policy and Exchange Rate Regimes: Options for the Middle East. American Univ in Cairo Press. p. 234
6. ↑  コトバンク「k%ルール」ブリタニカ国際大百科事典 小項目事典。2015年6月14日閲覧。

- Friedman, M. (1959). “A Program for Monetary Stability”. New York: Fordham University Press.